# Egyenlítői-guineai labdarúgó-szövetség
Az Egyenlítői-guineai labdarúgó-szövetség (spanyolul: Federación Ecuatoguineana de Fútbol, rövidítve: FEGUIFUT) Egyenlítői-Guinea nemzeti labdarúgó-szövetsége. A szervezetet 1960-ban alapították, 1986-ban csatlakozott a Nemzetközi Labdarúgó-szövetséghez, valamint az Afrikai Labdarúgó-szövetséghez. A szövetség szervezi az Egyenlítői-guineai labdarúgó-bajnokságot. Működteti a férfi valamint a női labdarúgó-válogatottat.